# Phtheochroa farinosana
Phtheochroa farinosana es una especie de polilla de la familia Tortricidae. La envergadura es de 17–20 mm. Se han registrado vuelos en adultos de junio a septiembre.

## Distribución
Se encuentra en el sur de Rusia (Sarepta, Uralsk).